# 필리프 루슬로
필리프 루슬로(프랑스어: Philippe Rousselot, 1945년 9월 4일 ~ )는 프랑스 출신의 촬영 감독이다. 1981년 《디바》로 세자르상, 1992년 《흐르는 강물처럼》으로 아카데미 촬영상, 1995년 《뱀파이어와의 인터뷰》로 영국 아카데미상 촬영상을 수상했다. 2000년대 이래 자주 협업하는 감독으로는 닐 조던(뱀파이어 인터뷰), 팀 버튼(혹성탈출, 찰리 초콜릿, 빅 피쉬), 덴절 워싱턴(앤트원 피셔, 위대한 토론자), 가이 리치(셜록 홈즈 시리즈)가 있다.

## 연출 작품 목록
| 연도 | 제목                   | 원제                                    | 감독                | 비고                        |
| ---- | ---------------------- | --------------------------------------- | ------------------- | --------------------------- |
| 1981 | 디바                   | Diva                                    | 장자크 베네         | 세자르상 촬영상 수상        |
| 1992 | 흐르는 강물처럼        | A River Runs Through It                 | 로버트 레드퍼드     | 아카데미 촬영상 수상        |
| 1994 | 뱀파이어와의 인터뷰    | Interview with the Vampire'             | 닐 조던             | 영국 아카데미상 촬영상 수상 |
| 1996 | 메리 라일리            | Mary Reilly                             | 스티븐 프리어스     |                             |
| 1996 | 래리 플린트            | The People vs. Larry Flynt              | 밀로시 포르만       |                             |
| 1999 | 인스팅트               | Instinct                                | 존 터틀타웁         |                             |
| 1999 | 랜덤 하트              | Random Hearts                           | 시드니 폴락         |                             |
| 2000 | 리멤버 타이탄          | Remember the Titans                     | 보아즈 야킨         |                             |
| 2001 | 테일러 오브 파나마     | The Tailor of Panama                    | 존 부어먼           |                             |
| 2001 | 혹성탈출               | Planet of the Apes                      | 팀 버튼             |                             |
| 2002 | 앤트원 피셔            | Antwone Fisher                          | 덴절 워싱턴         |                             |
| 2003 | 빅 피쉬                | Big Fish'                               | 팀 버튼             |                             |
| 2005 | 콘스탄틴               | Constantine                             | 프랜시스 로런스     |                             |
| 2006 | 찰리와 초콜릿 공장     | Charlie and the Chocolate Factory       | 팀 버튼             |                             |
| 2007 | 브레이브 원            | The Brave One                           | 닐 조던             |                             |
| 2007 | 로스트 라이언즈        | Lions for Lambs                         | 로버트 레드퍼드     |                             |
| 2007 | 위대한 토론자들        | The Great Debaters                      | 덴절 워싱턴         |                             |
| 2009 | 셜록 홈즈              | Sherlock Holmes                         | 가이 리치           |                             |
| 2010 | 피콕                   | Peacock'                                | 마이클 랜더         |                             |
| 2011 | 로맨틱 크라운          | Larry Crowne                            | 톰 행크스           |                             |
| 2011 | 셜록 홈즈: 그림자 게임 | Sherlock Holmes: A Game of Shadows      | 가이 리치           |                             |
| 2013 | 뷰티풀 크리처스        | Beautiful Creatures                     | 리처드 라그래버니스 |                             |
| 2016 | 신비한 동물 사전       | Fantastic Beasts and Where to Find Them | 데이비드 예이츠     |                             |